# Sindang (plaats in Indramayu)
Sindang is een bestuurslaag in het regentschap Indramayu van de provincie West-Java, Indonesië. Sindang telt 5459 inwoners (volkstelling 2010).